# Robert Ballard (friidrottare)
Robert Ballard, född 25 september 1964, är en australisk friidrottare. Han deltog vid olympiska sommarspelen 1988.